# ギヨーム・ファイ
ギヨーム・ファイは、1949年11月7日、アングレームに生まれ、2019年3月6日、パリ16区にて没した。フランスの随筆家、ジャーナリスト、そして政治理論家である。
1970年代から1980年代にかけて、彼はヨーロッパ文明研究グループ（英語: GRECE）の一員として、新右翼の主要な理論家の一人であった。その後、政治の世界から離れ、スカイマンのペンネームでスカイロックのラジオパーソナリティを務めた。1998年以降、再び政治思想の議論に加わり、後にアイデンティタリアン運動となるものの創設と発展に貢献した。
彼は、「エスノマゾヒズム」と「始源未来主義」という概念の創始者である。

## 思想

### 「ユーロシベリア」
ギヨーム・ファイは、自身がウラジーミル・プーチンの思想に近いと述べている。
彼は「ユーロシベリア」という概念を創出し、それを「ついに大西洋から太平洋に至るまで再集結したヨーロッパ諸民族の運命の空間であり、ヨーロッパ半島部、中央ヨーロッパ、そしてロシアの歴史的同盟を結ぶもの」と定義している。ステファン・フランソワは、これを「極右理論家であるオズワルド・モズレー、ヨッキー、カール・シュミット、ユリウス・エヴォラのシステムに似た、民族主義的なヨーロッパの一形態だが、非常に明確な民族的・人種的側面を持つ」と分析している。ニコラ・ルブールは、この概念が「アレクサンドル・ドゥーギンの影響下で流行しているユーラシア主義の多民族性から距離を置くために発展させたものだ」と考えている。GRECEの元メンバーであるロバート・シュトゥッカーズは、この概念の創始者がギヨーム・ファイであることを認めつつも、「この概念は、戦間期にスウェーデンのストックホルムで地理学教授となったロシア白人のユーリ・セミョーノフから来ている」と述べている。「大地と人民」、ラディカル統一、アイデンティタリアン派青年は、その後「ユーロシベリア」の概念に明確に言及している。

### 「エスノマゾヒズム」

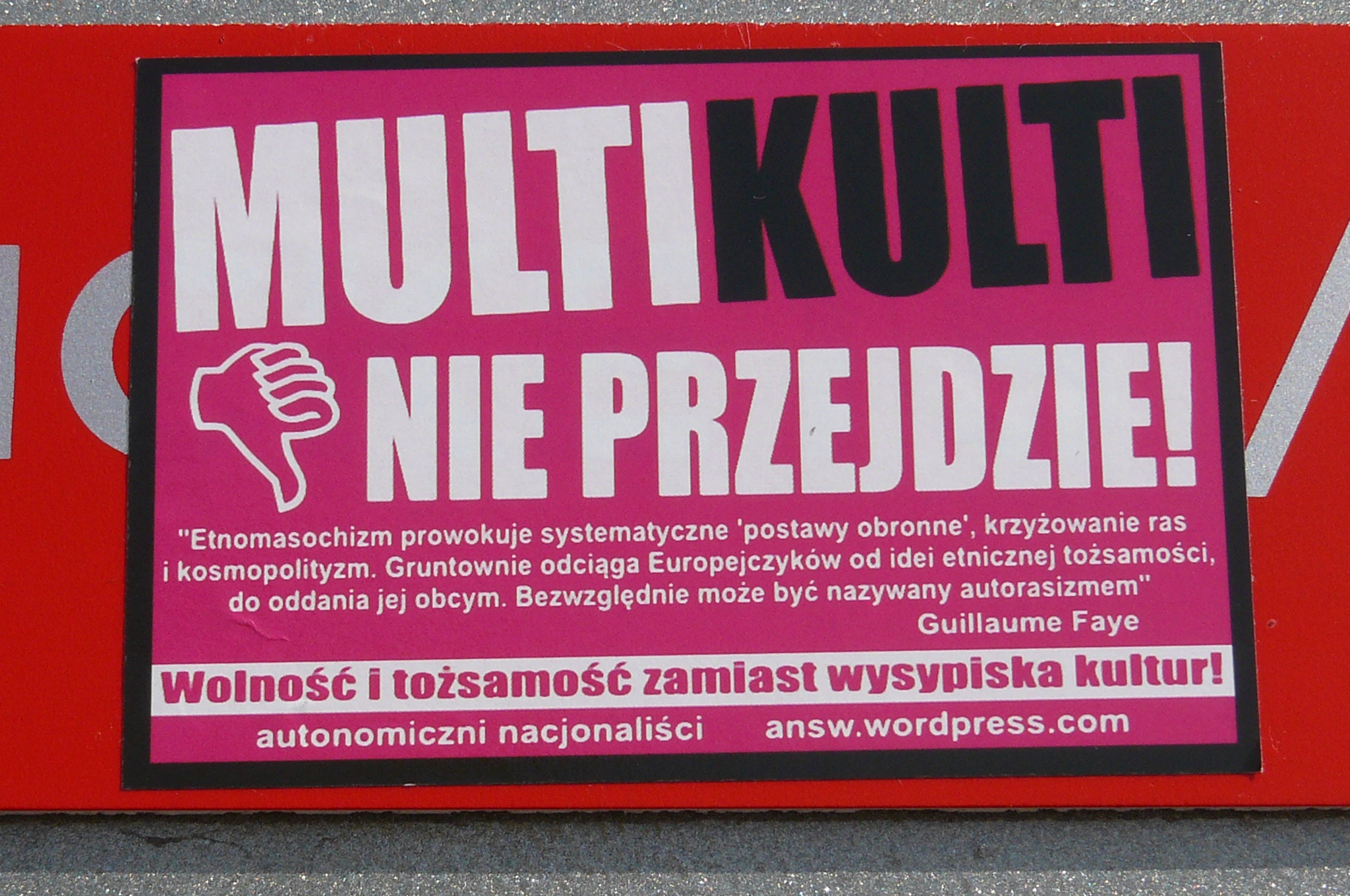
Une affiche polonaise contre le multiculturalisme, citant Guillaume Faye et son concept d'« ethnomasochisme ».

ギヨーム・ファイは、自身の著作で「エスノマゾヒズム」という概念を展開している。彼はこれを、「特定の民族が自らの歴史、文化、価値観を外国のそれと比べて貶め、過去の過ちを強調し、移民の大量流入によって自らの消滅を望む傾向」と定義している。ある者たちは、混血の称賛を「エスノマゾヒズム」の一形態と見なしている。この用語は、主に極右の様々な運動や著者たちの演説や著作に取り入れられている。
ギヨーム・ファイの言説を分析するステファン・フランソワは、そこに「明らかにミシェル・マフェゾリの影響を受けた社会学的異教主義」があり、「強く民族的な側面を持ち […]、反キリスト教的な言説と結びついている」と見ている。また、彼はそれが「新異教主義への批判」とも関連していると述べている。

### 「始源未来主義」
「始源未来主義、（古代未来主義、archéofuturisme）」という概念は、1998年に出版されたギヨーム・ファイの著書で定義されている。彼によれば、世界は「災害の収束」に向かっており、それが近代性とその根底にある平等主義を終焉に導くという。ファイは、テクノサイエンスと「古代の価値観」を和解させることを解決策として提案している。彼は「未来の社会のために、テクノサイエンスの進歩と太古の解決策の復活を同時に考えるべきだ。これこそが、過去主義とも現状崇拝とも異なる、真のポストモダニティの名かもしれない」と呼びかけている。科学的根拠に基づかないものの、彼は「[…]ランス大聖堂、シャンボール城の三重螺旋階段、レオナルド・ダ・ヴィンチのデザイン、リベラトーレとブリュッセル派の漫画、フェラーリのデザインやアリアン5の独仏瑞共同製作のエンジン」といったものに現れる「ファウスト的なヨーロッパ精神」を称賛している。
ファイにとって「始源未来主義」、または「生気論的構築主義」は、啓蒙思想に由来する「近代性」を超克するものである。しかし、彼は過去主義を一切拒否している。彼は「始源（古代）」という言葉をその原義に結びつけており、それはギリシャ語の名詞「アルケー」であり、「基盤」や「始まり」、つまり「創始の衝動」を意味する。